# Родники (Рязанская область)
Родники — поселок в Чучковском районе Рязанской области. Входит в состав Завидовского сельского поселения.

## История
В 1966 г. указом президиума ВС РСФСР поселок Назаровского чугунолитейного завода переименован в Родники.

## Население
| 1981 | 2010 |
| ---- | ---- |
| 140  | ↘34  |